# Jaderná elektrárna Tihange
Jaderná elektrárna Tihange (francouzsky Centrale nucléaire de Tihange) je jaderná elektrárna v Belgii, která se nachází na pravém břehu řeky Mázy poblíž vesnice Tihange ve valonské provincii Lutych přibližně 25 km jihozápadně od Lutychu a 57 km západně jihozápadně od města Cáchy.

## Historie a technické informace
Elektrárna provozuje tři tlakovodní jaderné reaktory o celkovém hrubém výkonu 3153 MW. První s hrubým výkonem 1009 MW, jehož stavba začala v roce 1970 byl uveden do provozu v roce 1975, druhý s výkonem 1055 MW se začal stavět v roce 1976 a spuštěn byl v roce 1982, poslední třetí začal být budován v roce 1978 s rokem dokončení 1985.
Provozována je většinovým vlastníkem vertikálně integrované belgické energetické společnosti Electrabel. Společnost EDF Luminus má 50% podíl v nejstarším bloku a 10% podíl ve dvou nejnovějších blocích. Zaměstnává 1074 pracovníků a rozkládá se na ploše 75 hektarů (190 akrů). Závod představuje asi 15 % celkové belgické kapacity výroby elektřiny. Jaderná energie obvykle poskytuje polovinu belgické elektřiny zde vyrobené a je v zemi nejlevnějším zdrojem energie.
Od roku 2005 blok Tihange-1 ztrácí asi 2 litry radioaktivní vody denně. Tento problém dosud nebyl vyřešen.
V červnu 2012 byly na tlakové nádobě reaktoru Tihange 2 objeveny tisíce vodíkových vloček, které podle úřadu pro jaderný dozor „s největší pravděpodobností“ vznikly již při výrobě v roce 1979.

## Informace o reaktorech
| Reaktor   | Typ reaktoru      | Výkon   | Výkon   | Zahájení výstavby | Připojení k síti | Uvedení do provozu | Uzavření    |
| Reaktor   | Typ reaktoru      | Čistý   | Hrubý   | Zahájení výstavby | Připojení k síti | Uvedení do provozu | Uzavření    |
| --------- | ----------------- | ------- | ------- | ----------------- | ---------------- | ------------------ | ----------- |
| Tihange-1 | Framatome M310    | 962 MW  | 1009 MW | 1. 6. 1970        | 7. 3. 1975       | 1. 10. 1975        |             |
| Tihange-2 | Framatome M310    | 1008 MW | 1055 MW | 1. 4. 1976        | 13. 10. 1982     | 1. 6. 1983         | 31. 1. 2023 |
| Tihange-3 | Westinghouse M312 | 1030 MW | 1089 MW | 1. 11. 1978       | 15. 6. 1985      | 1. 9. 1985         |             |